# Gran Premio d'Italia 1956
Il Gran Premio d'Italia 1956 fu l'ottava e ultima gara della stagione 1956 del Campionato mondiale di Formula 1, disputata il 2 settembre sull'Autodromo Nazionale Monza. La corsa vide la vittoria di Stirling Moss su Maserati, seguito dalla coppia Peter Collins-Juan Manuel Fangio su Ferrari e da Ron Flockhart.
Durante la gara Fangio fu costretto al ritiro, Collins ebbe così la possibilità di diventare campione del mondo in caso di vittoria, ma inaspettatamente tornò ai box e cedette la vettura al suo caposquadra. Fangio accettò incredulo l'offerta del compagno e rientrò in pista, ottenendo la seconda posizione finale e tre punti che gli permisero di diventare campione del mondo per la quarta volta in carriera, la terza consecutiva.

## Qualifiche
| Pos | N° | Pilota                  | Auto           | Squadra                   | Tempo  | Distacco |
| --- | -- | ----------------------- | -------------- | ------------------------- | ------ | -------- |
| 1   | 22 | Juan Manuel Fangio      | Ferrari        | Scuderia Ferrari          | 2:42.6 | -        |
| 2   | 24 | Eugenio Castellotti     | Ferrari        | Scuderia Ferrari          | 2:43.4 | +0.8     |
| 3   | 28 | Luigi Musso             | Ferrari        | Scuderia Ferrari          | 2:43.7 | +1.1     |
| 4   | 16 | Piero Taruffi           | Vanwall        | Vandervell Products Ltd   | 2:45.4 | +2.8     |
| 5   | 32 | Jean Behra              | Maserati       | Officine Alfieri Maserati | 2:45.6 | +3.0     |
| 6   | 36 | Stirling Moss           | Maserati       | Officine Alfieri Maserati | 2:45.9 | +3.3     |
| 7   | 26 | Peter Collins           | Ferrari        | Scuderia Ferrari          | 2:46.0 | +3.4     |
| 8   | 34 | Luigi Villoresi         | Maserati       | Officine Alfieri Maserati | 2:47.7 | +5.1     |
| 9   | 30 | Alfonso de Portago      | Ferrari        | Scuderia Ferrari          | 2:47.8 | +5.2     |
| 10  | 18 | Harry Schell            | Vanwall        | Vandervell Products Ltd   | 2:50.1 | +7.5     |
| 11  | 20 | Maurice Trintignant     | Vanwall        | Vandervell Products Ltd   | 2:51.6 | +9.0     |
| 12  | 46 | Umberto Maglioli        | Maserati       | Officine Alfieri Maserati | 2:52.7 | +10.1    |
| 13  | 44 | Roy Salvadori           | Maserati       | Gilby Engineering         | 2:54.6 | +12.0    |
| 14  | 40 | Luigi Piotti            | Maserati       | L Piotti                  | 2:58.4 | +15.8    |
| 15  | 6  | Jack Fairman            | Connaught-Alta | Connaught Engineering     | 2:59.2 | +16.6    |
| 16  | 42 | Gerino Gerini           | Maserati       | Scuderia Guastalla        | 3:02.6 | +20.0    |
| 17  | 38 | Paco Godia              | Maserati       | Officine Alfieri Maserati | 3:02.9 | +20.3    |
| 18  | 14 | Toulo de Graffenried    | Maserati       | Scuderia Centro Sud       | 3:03.3 | +20.7    |
| 19  | 2  | Les Leston              | Connaught-Alta | Connaught Engineering     | 3:04.3 | +21.7    |
| 20  | 8  | Hernando da Silva Ramos | Gordini        | Equipe Gordini            | 3:04.8 | +22.2    |
| 21  | 48 | Bruce Halford           | Maserati       | Privato                   | 3:05.0 | +22.4    |
| 22  | 10 | Robert Manzon           | Gordini        | Equipe Gordini            | 3:06.6 | +24.0    |
| 23  | 4  | Ron Flockhart           | Connaught-Alta | Connaught Engineering     | 3:08.1 | +25.5    |
| 24  | 12 | André Simon             | Gordini        | Equipe Gordini            | 3:13.3 | +30.7    |

## Gara
| Pos | N° | Pilota                                 | Costruttore    | Giri | Tempo/Causa Ritiro | Pos. griglia | Punti |
| --- | -- | -------------------------------------- | -------------- | ---- | ------------------ | ------------ | ----- |
| 1   | 36 | Stirling Moss                          | Maserati       | 50   | 2h 23'41"3         | 6            | 9     |
| 2   | 26 | Peter Collins Juan Manuel Fangio       | Ferrari        | 50   | +5"7               | 7            | 3     |
| 3   | 4  | Ron Flockhart                          | Connaught-Alta | 49   | +1 giro            | 23           | 4     |
| 4   | 38 | Paco Godia                             | Maserati       | 49   | +1 giro            | 17           | 3     |
| 5   | 6  | Jack Fairman                           | Connaught-Alta | 47   | +3 giri            | 15           | 2     |
| 6   | 40 | Luigi Piotti                           | Maserati       | 47   | +3 giri            | 14           |       |
| 7   | 14 | Toulo de Graffenried                   | Maserati       | 46   | +4 giri            | 18           |       |
| 8   | 22 | Juan Manuel Fangio Eugenio Castellotti | Ferrari        | 46   | +4 giri            | 1            |       |
| 9   | 12 | André Simon                            | Gordini        | 45   | +5 giri            | 24           |       |
| 10  | 42 | Gerino Gerini                          | Maserati       | 42   | +8 giri            | 16           |       |
| 11  | 44 | Roy Salvadori                          | Maserati       | 41   | +9 giri            | 13           |       |
| Rit | 28 | Luigi Musso                            | Ferrari        | 47   | Sterzo             | 3            |       |
| Rit | 46 | Umberto Maglioli Jean Behra            | Maserati       | 42   | Sterzo             | 12           |       |
| Rit | 18 | Harry Schell                           | Vanwall        | 32   | Trasmissione       | 10           |       |
| Rit | 32 | Jean Behra                             | Maserati       | 23   | Magnete            | 5            |       |
| Rit | 48 | Bruce Halford                          | Maserati       | 16   | Motore             | 21           |       |
| Rit | 20 | Maurice Trintignant                    | Vanwall        | 13   | Trasmissione       | 11           |       |
| Rit | 16 | Piero Taruffi                          | Vanwall        | 12   | Perdita olio       | 4            |       |
| Rit | 24 | Eugenio Castellotti                    | Ferrari        | 9    | Gomme              | 2            |       |
| Rit | 34 | Luigi Villoresi Jo Bonnier             | Maserati       | 7    | Motore             | 8            |       |
| Rit | 10 | Robert Manzon                          | Gordini        | 7    | Telaio             | 22           |       |
| Rit | 30 | Alfonso de Portago                     | Ferrari        | 6    | Gomme              | 9            |       |
| Rit | 2  | Les Leston                             | Connaught-Alta | 6    | Sospensioni        | 19           |       |
| Rit | 8  | Hernando da Silva Ramos                | Gordini        | 3    | Motore             | 20           |       |
| NP  | 50 | Wolfgang von Trips                     | Ferrari        |      | Incidente          |              |       |

## Statistiche

### Piloti
- 4º titolo Mondiale per Juan Manuel Fangio
- 3° vittoria per Stirling Moss
- 1° e unico podio per Ron Flockhart
- 1º Gran Premio per Les Leston, Jo Bonnier e Wolfgang von Trips
- Ultimo Gran Premio per Piero Taruffi, Toulo de Graffenried, Robert Manzon, Luigi Villoresi e Hermano da Silva Ramos

### Costruttori
- 5° vittoria per la Maserati
- 25° pole position per la Ferrari
- 1° e unico podio per la Connaught
- Ultimo Gran Premio per la Gordini

### Motori
- 5ª vittoria per il motore Maserati
- 25° pole position per il motore Ferrari (in realtà questo è un Motore V8 costruito dalla Lancia e andrebbe conteggiato Lancia)
- 1° e unico podio per il motore Alta

### Giri al comando
- Eugenio Castellotti (1-4)
- Stirling Moss (5-10, 12-45, 48-50)
- Harry Schell (11)
- Luigi Musso (46-47)

## Classifica Mondiale
| Pos | Pilota                  | Punti   |
| --- | ----------------------- | ------- |
| 1   | Juan Manuel Fangio      | 30 (33) |
| 2   | Stirling Moss           | 27 (28) |
| 3   | Peter Collins           | 25      |
| 4   | Jean Behra              | 22      |
| 5   | Pat Flaherty            | 8       |
| 6   | Eugenio Castellotti     | 7.5     |
| 7   | Sam Hanks               | 6       |
|     | Paco Godia              | 6       |
|     | Paul Frère              | 6       |
| 10  | Jack Fairman            | 5       |
| 11  | Mike Hawthorn           | 4       |
|     | Don Freeland            | 4       |
|     | Luigi Musso             | 4       |
|     | Ron Flockhart           | 4       |
| 15  | Harry Schell            | 3       |
|     | Johnnie Parsons         | 3       |
|     | Alfonso de Portago      | 3       |
|     | Cesare Perdisa          | 3       |
| 19  | Hernando da Silva Ramos | 2       |
|     | Louis Rosier            | 2       |
|     | Luigi Villoresi         | 2       |
|     | Dick Rathmann           | 2       |
|     | Horace Gould            | 2       |
|     | Olivier Gendebien       | 2       |
| 25  | Chico Landi             | 1.5     |
|     | Gerino Gerini           | 1.5     |
| 27  | Paul Russo              | 1       |